# Leti (mbam jezik)
Leti jezik (ISO 639-3: leo), tajni jezik naroda Mangisa iz Kamerunske regije (prije provincija) Centre koji živi uz rijeku Sanaga. Govori se samo kao drugi jezik, dok je u svakodnevnoj upotrebi jezik mengisa [mct]. Broj govornika nije poznat a etnička pripadnost iznosi oko 47 000
Klasificira se mbamskoj podskupini sanaga (A.60

## Vanjske poveznice
- Ethnologue (14th)
- Ethnologue (15th)